# Канадзидис, Меркуриос
Мерку́риос Й. Канадзи́дис (греч. Μερκούριος Γ. Κανατζίδης, англ. Mercouri G. Kanatzidis; род. 1957, Салоники, Центральная Македония, Греция) — американский учёный греческого происхождения, профессор химии и материаловедения Северо-Западного университета, а также старший научный сотрудник Аргоннской национальной лаборатории (с 2006 года). Согласно базе данных «Scopus» является одним из самых цитируемых в мире исследователей в области материаловедения (2016). Был процитирован более 67 720 раз и имеет h-индекс равный 117. Лауреат Премии Джеймса Макгруди за исследования в области новых материалов (2016).

## Биография
Родился в 1957 году в Салониках (Центральная Македония, Греция).
В 1979 году окончил Университет имени Аристотеля в Салониках со степенью бакалавра наук в области химии.
В 1980—1982 годах учился в Айовском университете, после чего перевёлся в Мичиганский университет, где работал под руководством Димитриса Кукуваниса.
В 1984 году получил степень доктора философии в области неорганической химии в Айовском университете.
В 1985—1987 годах — постдокторант в Мичиганском университете (1985), а также в Северо-Западном университете (1986—1987), где совместно с профессором Тобином Дж. Марксом исследовал электропроводящие полимеры и интеркалированные соединения.
В 1987—2006 годах последовательно занимал должности ассистент-профессора (1987—1991), ассоциированного профессора (1991—1993) и профессора (1993—2006) Университета штата Мичиган.
С 2006 года — профессор Северо-Западного университета и старший научный сотрудник Аргоннской национальной лаборатории.
Главный редактор рецензируемого научного журнала «Journal of Solid State Chemistry» (с 1997), а также член редакционно-консультативных советов журналов «Inorganic Chemistry» (1994—1998), «Chemistry of Materials» (1993—2000), «Journal of Alloys and Compounds», «Zeitschrift für anorganische und allgemeine Chemie», «Bulletin of the Korean Chemical Society» (с 1998), «Energy and Environmental Science» (с 2012), «Journal of Materials Chemistry A» (с 2013), рецензент «Journal of the American Chemical Society», «Physical Review B», «Physical Review Letters», «Proceedings of the National Academy of Sciences», « Inorganic Chemistry», «Chemical Communications», «Dalton Transactions», «Accounts of Chemical Research», «Chemistry of Materials», «Angewandte Chemie», «Nature», «Nature Materials», «Nature Chemistry», «Nature Communications», «Nature Energy», «Science», «ACS Nano», «Chemistry: A European Journal», «Chemical Science» и др.
Автор более 1 000 публикаций в научных журналах, обладатель около 40 патентов. Принимал участие в многочисленных конференциях, симпозиумах, семинарах, встречах и читал лекции по всему миру.
Научные интересы: неорганическая химия, химия твёрдого тела и молекулярная химия халькогенидов металлов, неоксидные материалы, преобразование энергии, интеркаляция, бионеорганическая химия.

## Членство в организациях
- действительный член Американской ассоциации содействия развитию науки (AAAS)[8];
- Американская ассоциация исследования роста кристаллов;
- Американское химическое общество (ACS);
- Американская кристаллографическая ассоциация;
- действительный член Американского физического общества (APS)[9];
- действительный член Общества исследования материалов[англ.] (MRS)[8];
- действительный член Королевского химического общества (RSC);
- Некоммерческое почётное общество «Сигма Кси[англ.]» (ΣΞ)[1].

## Награды и премии
- 1989—1994 — Президентская премия «Молодой исследователь»[англ.] от Национального научного фонда;
- 1990 — Премия от отделения неорганической химии ACS, стипендия в области химии твёрдого тела;
- 1991 — Премия Бекмана для молодых исследователей[англ.];
- 1991—1993 — стипендиат Фонда Альфреда Слоуна;
- 1993—1998 — Премия Фонда Камия и Генри Дрейфусов[англ.];
- 1998 — Награда от Университета штата Мичиган;
- 2000 — Награды от общества «Сигма Кси»;
- 2001 — Выдающийся профессор Университета штата Мичиган;
- 2002 — Стипендия Гуггенхайма;
- 2003 — Премия Гумбольдта;
- 2003 — Медаль Морли от Кливлендской секции ACS[10];
- 2006 — Именной профессор Северо-Западного университета;
- 2013 — Лектор имени Читема Калифорнийского университета в Санта-Барбаре
- 2014 — Эйнштейновский профессор Китайской академии наук[8];
- 2014 — Награда за выдающиеся достижения от Международного термоэлектрического общества[11];
- 2014 — Медаль MRS[12];
- 2015 — Премия де Жена[англ.] от RSC[13];
- 2015 — Премия ENI[англ.] за исследования в области возобновляемой энергии[14];
- 2015 — Награда Вильгельма Машо от Мюнхенского технического университета (Германия)[15];
- 2016 — Премия за исследования в области неорганической химии от ACS[16];
- 2016 — Премия Джеймса Макгруди за исследования в области новых материалов[17];
- 2016 — стипендиат APS;
- 2016 — Премия от Фонда Эрика и Шейлы Самсонов[18];
- 2017 — Почётный доктор Университета Крита (Греция)[1][2][19].

## Избранные публикации
- "Photoluminescent Properties of Semiconducting Tl6I4Se " N.K. Cho, J.A. Peters, Z. Liu, B.W. Wessels, S. Johnsen, M.G. Kanatzidis, J.H. Song, H. Jin and A. Freeman Semiconductor Science and Technology 2012, 27, 015016-1 to 015016-4.
- «All-Solid-State Dye-Sensitized Solar Cells with High Efficiency» I. Chung, B.Lee, J. He, R.P.H. Chang and M.G. Kanatzidis Nature 2012, 485, 486—489.
- «Thermoelectrics with Earth Abundant Elements: High Performance p-type PbS Nanostructured with SrS and CaS» L.D. Zhao, J.Q. He, C.I. Wu, T.P. Hogan, X. Zhou, C. Uher, V.P. Dravid and M.G. Kanatzidis J. Am. Chem. Soc. 2012, 134 , 7902-7912.
- «Photocatalytic Hydrogen Evolution from FeMoS-Based Biomimetic Chalcogels» B.D. Yuhas, A.L. Smeigh, A.P. Douvalis, M.R. Wasielewski and M.G. Kanatzidis J. Am. Chem. Soc. 2012, 134, 10353-10356.
- "High-Performance Bulk Thermoelectrics with All-Scale Hierarchical Architectures K. Biswas, J.Q. He, I.D. Blum, I.W. Chun, T.P. Hogan, D.N. Seidman, V.P. Dravid and M.G. Kanatzidis Nature, 2012, 490, 414—418.
- «Raising the Thermoelectric Performance of p-Type PbS with Endotaxial Nanostructuring and Valence-Band Offset Engineering Using CdS and ZnS» L.Dong Zhao, J. He, S. Hao, C.I. Wu, T.P. Hogan, C. Wolverton, V.P. Dravid and M.G. Kanatzidis J. Am. Chem. Soc., 2012, 134, 16327-16336.
- «Molecular Germanium Selenophosphate Salts: Phase-Change Properties and Strong Second Harmonic Generation» C.D. Morris, I. Chung, S. Park, C.M. Harrison, D.J. Clark, J.I. Jang and M.G. Kanatzidis J. Am. Chem. Soc., 2012, 134, 20733−20744.
- «High-Performance Tellurium-Free Thermoelectrics: All-Scale Hierarchical Structuring of p-Type PbSe-MSe Systems (M=Ca, Sr, Ba)» Y. Lee, S.H. Lo, J. Androulakis, C.I Wu, L.D. Zhao, D.Y. Chung, T. P. Hogan, V.P. Dravid and M.G. Kanatzidis J. Am. Chem. Soc., 2013, 135, 5152-5160.
- «Tunable Biomimetic Chalcogels with Fe4S4 Cores and [SnnS2n+2]4-(n =1, 2, 4) Building Blocks for Solar Fuel Catalysis» Y. Shim, B.D. Yuhas, S.M. Dyar, A.L. Smeigh, A.P. Douvalis, M.R. Wasielewski and M.G. Kanatzidis J. Am. Chem. Soc., 2013, 135, 2330—2337.
- «Cs2MIIMIV3Q8 (Q = S, Se, Te): An Extensive Family of Layered Semiconductors with Diverse Band Gaps» C.D. Morris, H. Li, H. Jin, C.D. Malliakas, J.A. Peters, P.N. Trikalitis, A.J. Freeman, B.W. Wessels and M.G. Kanatzidis Chem. Mater., 2013, 25, 3344-3356.[1][2]